# 藍田路
藍田路（Lantian Rd.）為高雄市楠梓區的主要道路，起端為楠海路口，末端於援中路口續接益群路益群橋。是國立高雄大學特區的重要道路之一。

## 行經行政區域
- 楠梓區

## 沿線設施
（由西至東）
- 7-Eleven學高門市
- 萊爾富高市藍田店
- 7-Eleven學安門市
- 藍田公園[1]
- 家樂福楠梓店
- 後勁溪

## 公共自行車
- 高雄市公共自行車租賃系統：
  - 藍田公園(高雄大學路側)：高雄大學路/藍田路口東北側
  - 市立中山高級中學(藍田路側)：藍田路/藍昌路口(東北側人行道)

## 相關連結
- 高雄市主要道路列表